# Staatsmijn Wilhelmina
De Staatsmijn Wilhelmina was een Nederlandse steenkolenmijn in het Zuid-Limburgs steenkoolbekken die van 1906 tot 1969 gevestigd was in Terwinselen (na de herindeling bij de  gemeente Kerkrade, toen gemeente Schaesberg). Het was de kleinste en oudste staatsmijn van Nederland.

## Beginperiode
In 1903 werd begonnen met de aanleg van Staatsmijn B, zoals de Wilhelmina in de beginfase werd aangeduid. In 1906 waren beide schachten, die volgens de bevriesmethode waren afgediept, gereed. In datzelfde jaar werd begonnen met de ontsluiting van de 162-meterverdieping, hierbij werden de eerste kolen naar boven gestuurd. Officieel kwam Staatsmijn Wilhelmina in 1909 in bedrijf. De hoogste productie werd in 1948 bereikt, er werd toen 1.410.000 ton kolen naar de oppervlakte gebracht. De totale productie bedroeg ruim 59 miljoen ton.

## Magerkool

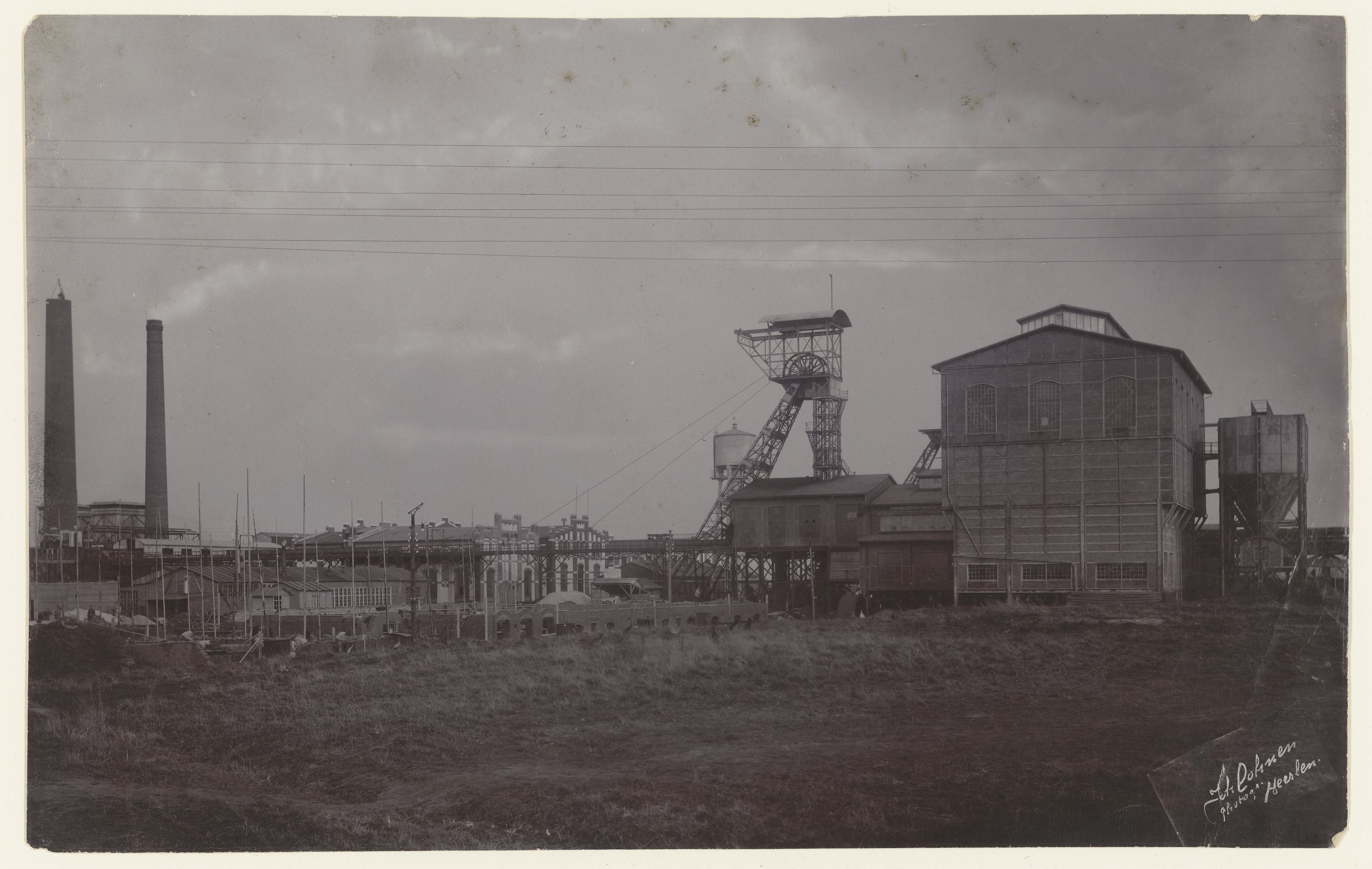
De mijn in de beginperiode, ca. 1910-1920

De mijn was ingesloten door de concessievelden van de particuliere mijnen Laura te Eygelshoven, de nabijgelegen Oranje-Nassau II te Schaesberg (Landgraaf), de Oranje-Nassau I in Heerlen, de Domaniale Mijn te Kerkrade en de Willem-Sophia in Spekholzerheide. Net als deze particuliere mijnen produceerde de staatsmijn Wilhelmina voornamelijk gasarme magerkool van het huisbrandtype en bezat de mijn een eigen syntracietfabriek (voor de productie van synthetische antraciet). Dit in tegenstelling tot de andere staatsmijnen, die voornamelijk gasrijke vetkool voor industrieel gebruik produceerden en veelal een cokesfabriek bezaten.

## Diepte

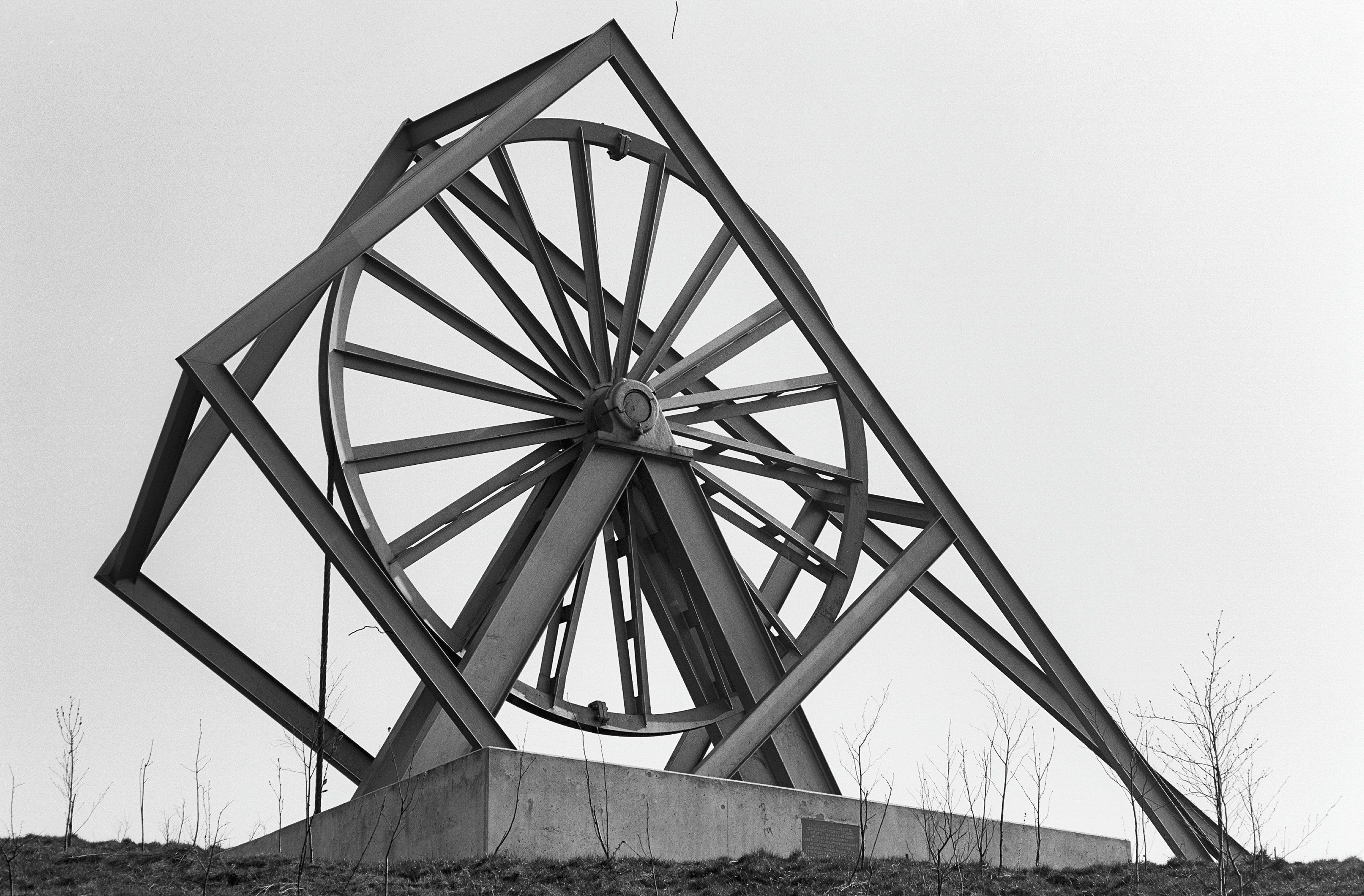
Mijnmonument Schaesberg ter herinnering aan het mijnverleden. In dit kunstwerk is een schachtwiel van de voormalige Staatsmijn Wilhelmina verwerkt

Omdat het kleine mijnveld is begrensd door de bovengenoemde concessiegebieden, kon de productie na enkele decennia alleen nog in de diepte worden uitgebreid, wederom in tegenstelling tot de andere staatsmijnen die uitgestrekte concessievelden bezaten. De uitbreidingen bestonden uit de aanleg van vier nieuwe verdiepingen, die achtereenvolgens werden uitgezet op 331, 420, 506 en 785 meter. De oudste verdieping op 162 meter werd drastisch ingekrompen. De 253-meterverdieping werd luchtverdieping, bovendien werd deze gebruikt voor materiaalaanvoer. Met de aanleg van de 785-meterverdieping werden de zogenoemde Finefrau-lagen ontsloten. Deze diepgelegen koollagen, die zich praktisch over het gehele mijnveld uitstrekten, bevatten antraciet van uitzonderlijk goede kwaliteit. De eerste kolen vanuit deze verdieping werden in 1956 naar boven gebracht.
De mijn was om veiligheidsredenen ondergronds verbonden met alle bovengenoemde particuliere mijnen; deze verbindingen werden afgesloten met zware luchtdichte deuren die alleen in geval van nood geopend mochten worden.

## Sluiting en herbestemming
Na de sluiting van de Staatsmijn Wilhelmina in augustus 1969 moest het voormalige mijnterrein een nieuwe bestemming krijgen. Onder het motto "van zwart naar groen" kreeg het gebied vanaf medio 1977 tot 1982 een recreatieve functie en werd de steenberg beplant. Ook kwam er in de 1990 een indoorskibaan van SnowWorld op de westhelling. De top van de kunstmatige heuvel kan bereikt worden via de langste en hoogste trap van Nederland. De Wilhelminaberg maakt onderdeel uit van het Park Gravenrode. Aan de voet van de heuvel staat het Mijnmonument Schaesberg.